# Stefano Sturaro
Stefano Sturaro (9. březen 1993, Sanremo, Itálie) je bývalý italský fotbalový obránce, který od ledna 2024 hraje za třetiligovou Catanii.

## Přestupy
Zdroj:
- z Janov do Juventus za 10 600 000 Euro
- z Juventus do Janov za 1 500 000 Euro (hostování)
- z Juventus do Janov za 16 500 000 Euro
- z Janov do Fatih Karagümrük zadarmo
- z Fatih Karagümrük do Catania zadarmo

## Statistika

### Klubová
| Sezóna             | Klub               | Ligová soutěž      | Ligová soutěž | Ligová soutěž | Domácí poháry | Domácí poháry | Domácí poháry | Kontinentální poháry | Kontinentální poháry | Kontinentální poháry | Celkem | Celkem |
| Sezóna             | Klub               | Soutěž             | Zápasy        | Góly          | Soutěž        | Zápasy        | Góly          | Soutěž               | Zápasy               | Góly                 | Zápasy | Góly   |
| ------------------ | ------------------ | ------------------ | ------------- | ------------- | ------------- | ------------- | ------------- | -------------------- | -------------------- | -------------------- | ------ | ------ |
| 2012/13            | Modena             | Serie B            | 8             | 0             | IP            | 2             | 0             | -                    | 0                    | 0                    | 10     | 0      |
| 2013/14            | Janov              | Serie A            | 16            | 1             | IP            | 0             | 0             | -                    | 0                    | 0                    | 16     | 1      |
| 2014/15            | Janov              | Serie A            | 13            | 0             | IP            | 2             | 0             | -                    | 0                    | 0                    | 15     | 0      |
| 2015               | Juventus           | Serie A            | 12            | 1             | IP            | 1             | 0             | LM                   | 2                    | 0                    | 15     | 1      |
| 2015/16            | Juventus           | Serie A            | 19            | 1             | IP+IS         | 2+1           | 0             | LM                   | 6                    | 1                    | 28     | 2      |
| 2016/17            | Juventus           | Serie A            | 21            | 0             | IP+IS         | 2+1           | 0             | LM                   | 4                    | 0                    | 28     | 0      |
| 2017/18            | Juventus           | Serie A            | 12            | 0             | IP+IS         | 2+0           | 0             | LM                   | 5                    | 0                    | 19     | 0      |
| Celkem za Juventus | Celkem za Juventus | Celkem za Juventus | 64            | 2             | -             | 9             | 0             | -                    | 17                   | 1                    | 90     | 3      |
| 2018/19            | Sporting           | Primeira Liga      | 0             | 0             | PP+PLP        | 0+0           | 0             | EL                   | 0                    | 0                    | 0      | 0      |
| 2019               | Janov              | Serie A            | 5             | 1             | IP            | 0             | 0             | -                    | 0                    | 0                    | 5      | 1      |
| 2019/20            | Janov              | Serie A            | 16            | 1             | IP            | 2             | 0             | -                    | 0                    | 0                    | 18     | 1      |
| 2020/21            | Janov              | Serie A            | 6             | 1             | IP            | 1             | 0             | -                    | 0                    | 0                    | 7      | 1      |
| 2021               | Verona             | Serie A            | 10            | 0             | IP            | 0             | 0             | -                    | 0                    | 0                    | 10     | 1      |
| 2021/22            | Janov              | Serie A            | 25            | 0             | IP            | 1             | 0             | -                    | 0                    | 0                    | 26     | 0      |
| 2022/23            | Janov              | Serie B            | 18            | 0             | IP            | 1             | 0             | -                    | 0                    | 0                    | 19     | 0      |
| Celkem za Janov    | Celkem za Janov    | Celkem za Janov    | 99            | 4             | -             | 7             | 0             | -                    | 0                    | 0                    | 106    | 4      |
| 2023/24            | Fatih Karagümrük   | Süper Lig          | 11            | 1             | TP            | 1             | 0             | -                    | 0                    | 0                    | 12     | 1      |
| 2024               | Catania            | Serie C            | 7+1           | 0             | -             | 0             | 0             | -                    | 0                    | 0                    | 8      | 0      |
| 2024/25            | Catania            | Serie C            | ?             | ?             | IP            | ?             | ?             | -                    | 0                    | 0                    | ?      | ?      |
| Celkově            | Celkově            | Celkově            | 196           | 6             | -             | 21            | 0             | -                    | 17                   | 1                    | 236    | 7      |

### Reprezentační

#### Statistika na velkých turnajích
| Reprezentace | Rok     | Zápasy             | Zápasy | Zápasy  | Zápasy           | Zápasy           | Zápasy            |
| Reprezentace | Rok     | Fáze turnaje       | Datum  | Soupeř  | Odehraných minut | Vstřelené branky | Výsledek          |
| ------------ | ------- | ------------------ | ------ | ------- | ---------------- | ---------------- | ----------------- |
| Itálie       | ME 2016 | 2 zápas ve skupině | 17. 6. | Švédsko | 5                | 0                | 1:0               |
| Itálie       | ME 2016 | 3 zápas ve skupině | 22. 6. | Irsko   | 90               | 0                | 0:1               |
| Itálie       | ME 2016 | Čtvrtfinále        | 2. 7.  | Německo | 120              | 0                | 1:1 (6:5 na pen.) |

## Úspěchy

### Klubové
- vítěz italské ligy (4x)

Juventus: 2014/15, 2015/16, 2016/17, 2017/18
- vítěz italského poháru (4x)

Juventus: 2014/15, 2015/16, 2016/17, 2017/18
- vítěz italského superpoháru (1x)

Juventus: 2015

### Reprezentační
- 1× na ME (2016)
- 1× na ME U21 (2015)